# Changling (Han)
Changling (kinesiska: 长陵, Chánglíng) är ett gravkomplex  norr om Xi'an i Kina från Handynastin (206 f.Kr.-220). Här är kejsare Gaozu (död 195 f.Kr.) tillsammans med Änkekejsarinnan Lü (död 180 f.Kr.) begravda.
Changling ligger i distriktet Weicheng 20 km norr om centrala Xi'an, och är en av ett pärlband bestående av nio kejsargravar från Handynastin utanför Xianyang precis norr om Weifloden. Kejsare Gaozu, också känd under sitt personnamn Liu Bang, grundade den kinesiska Handynastin och regerade riket från 206 f.Kr. fram tills att han avled av sjukdom 195 f.Kr. Changling är byggt efter inspiration från grundaren av Qindynastins första kejsares gigantiska mausoleum, fast i mindre skala. Kejsare Gaozus grav är övertäckt av en kulle av packad jord i form av en pyramid med platt topp. Pyramidens bas är ungefär 160 gånger 130 meter. Runt gravpyramiden fanns gravstaden som var uppbyggd som en mindre kopia av Handynastins huvudstad Chang'an (dagens Xi'an). Gravstaden hade en omkrets av drygt 3 000 meter och enligt historiska texter bodde 50 000 familjer i staden. I dag kan man fortfarande se resterna av gravstadens norra, södra och västra stadsmur, och gravpyramiden ligger i dess västra del. Öster om gravstaden ligger det satellitgravar för tjänstemän och generaler som hjälpt Liu Bang att grunda Handynastin. Med ett totalt numerär av 60 satellitgravar är detta det största antal för Handynastins kejsargravar.
Änkekejsarinnan Lüs grav har liknande utformning som kejsarens, fast i mindre skala, och hennes gravpyramid är placerad 400 meter öster om kejsargraven.
Namnet Changling har även använts för andra kinesiska kejsargravar. Mingdynastins kejsare Yongle (död 1424) är begravd i Changling i Minggravarna norr om Peking och Qingdynastins kejsare Jiaqing (död 1820) är begravd i Changling i Västra Qinggravarna sydväst om Peking.